# Либбрехт, Кеннет
Ке́ннет Ли́ббрехт (англ. Kenneth G. Libbrecht) — американский учёный, исследователь снежинок, профессор физики в Калифорнийском технологическом институте c 1995 года.

## Биография
Кеннет Либбрехт родился в июне 1958 года в Фарго, штат Северная Дакота, США.
Кеннет Либбрехт защитил бакалавскую степень (англ. Bachelor of Science) в Калтехе 1980 году. В начале своей карьеры он изучал солнечную астрономию в Принстонском университете под руководством Роберта Генри Дика. Через четыре года защитил диссертацию по гравитационной физике и получил степень доктора философии (англ. Ph. D. — Philosophiæ Doctor). С 1984 по 1995 год работал доцентом астрофизики (Assistant Professor и Associate Professor) в Калтехе. С 1995 года работает профессором физики.
Женат на Рейчел Уинг, с которой воспитывает двоих детей: Максвелла и Аланну.

## Изучение снежинок
Основную часть своей карьеры вплоть до сегодняшнего дня посвятил исследованию свойств снежинок, как он сам называет, физики снежинок (англ. physics of snowflakes). Он изучает молекулярную динамику во время роста кристаллов снежинок. Один из авторов аппарата (freezer), в котором выращивает искусственные снежинки, управляя их ростом. Схожий аппарат в 1946 году представил Винсент Шафер из исследовательской лаборатории General Electrics.

## Научно-популярная деятельность
Кеннет Либбрехт написал несколько научно-популярных книг о снежинках, в том числе и атласы снежинок.
- The Snowflake: Winter’s Secret Beauty (with Patricia Rasmussen photography)

- Ken Libbrecht’s Field Guide to Snowflakes
- The Little Book of Snowflakes
- The Art of the Snowflake: A Photographic Album

В 2004 получил награду National Outdoor Book Award в категории «природа и окружающая среда» за книгу «The Snowflake». Консультировал создателей фильма Холодное сердце (2013) по отрисовке снежинок правдоподобным узором.
В 2006 году Почтовая служба США использовала четыре изображения снежинок, сделанных Либбрехтом для дизайна почтовых марок. Общий тираж серии с четырьмя видами снежинок составил три миллиарда марок. В 2010 году Кеннет Либрехт получил награду Леннарта Нильсона (Lennart Nilsson Award) в области научной фотографии. В связи с этим шведский почтовый оператор PostNord выпустил несколько марок с фотографиями снежинок Либбрехта.